# IFAB
International Football Association Board (IFAB) (hrv. Međunarodni odbor nogometnih saveza) nogometno je tijelo koje mora priznati svako nogometno pravilo prije njegovog usvajanja.
Osim što s vremena na vrijeme uvede neko novo pravilo, IFAB nadopunjava pravila koja se koriste poglavito u utakmicama.
Ovo tijelo je formirano 1886. nakon sastanka nogometnih saveza svih zemalja Ujedinjenog Kraljevstva u Manchesteru. Sastanak je održan s primarnim ciljem da odredi jedinstvena pravila koja će se koristiti u svim državama i svim natjecanjima.
FIFA - međunarodno sportsko tijelo vezano uz nogomet je formirano u Parizu 1904., te su glavni ljudi odmah javno obznanili da priznaju sva IFAB-ova pravila.
Povećana popularnost nogometa u međunarodnom smislu za posljedicu je imala primanje FIFA-e u IFAB 1913. Godine 1958., IFAB je usavršio i prihvatio sustav glasovanja koji se i danas koristi.
Danas se IFAB sastoji od četiri predstavnika iz FIFA-e i od jednog predstavnika svake države Ujedinjenog Kraljevstva (tzv. Home Nations).
Na IFAB-ovim sastancima, FIFA ima četiri glasa, a nogometni savezi Sjeverne Irske, Engleske, Škotske i Walesa imaju po jedan glas. Da se neka izmjena prihvati, na glasovanju mora biti minimalno šest od maksimalnih osam glasova.
Ovo automatski čini nužnim da FIFA za svaku promjenu mora čekati IFAB-ovu odluku, jer sama FIFA ne smije mijenjati nijedno nogometno pravilo.
IFAB se sastaje dvaput godišnje, jednom da se odluči o mogućim promjenama, a drugi put se raspravlja o mogućim unutarnjim promjenama. Prvi sastanak se zove AGM (engl. Annual General Meeting), a drugi sastanak je AFM (engl. Annual Financial Meeting).
Četiri tjedna prije AGM-a, svaka članica IFAB-a šalje službenu listu prijedloga za tu godinu tajništvu zemlje domaćina. Nakon toga, FIFA prijedlog svakog saveza daje svakom savezu, te se onda ti prijedlozi razmatraju. 
AGM se održava između veljače i ožujka, a AFM između rujna i listopada.